# Amroha (dystrykt)
Amroha – dystrykt w stanie Uttar Pradesh w Indiach, wcześniej jako Jyotiba Phule Nagar. Wchodzi w skład Dywizji Moradabad.